# Grupa 13 (grupa artystyczna)

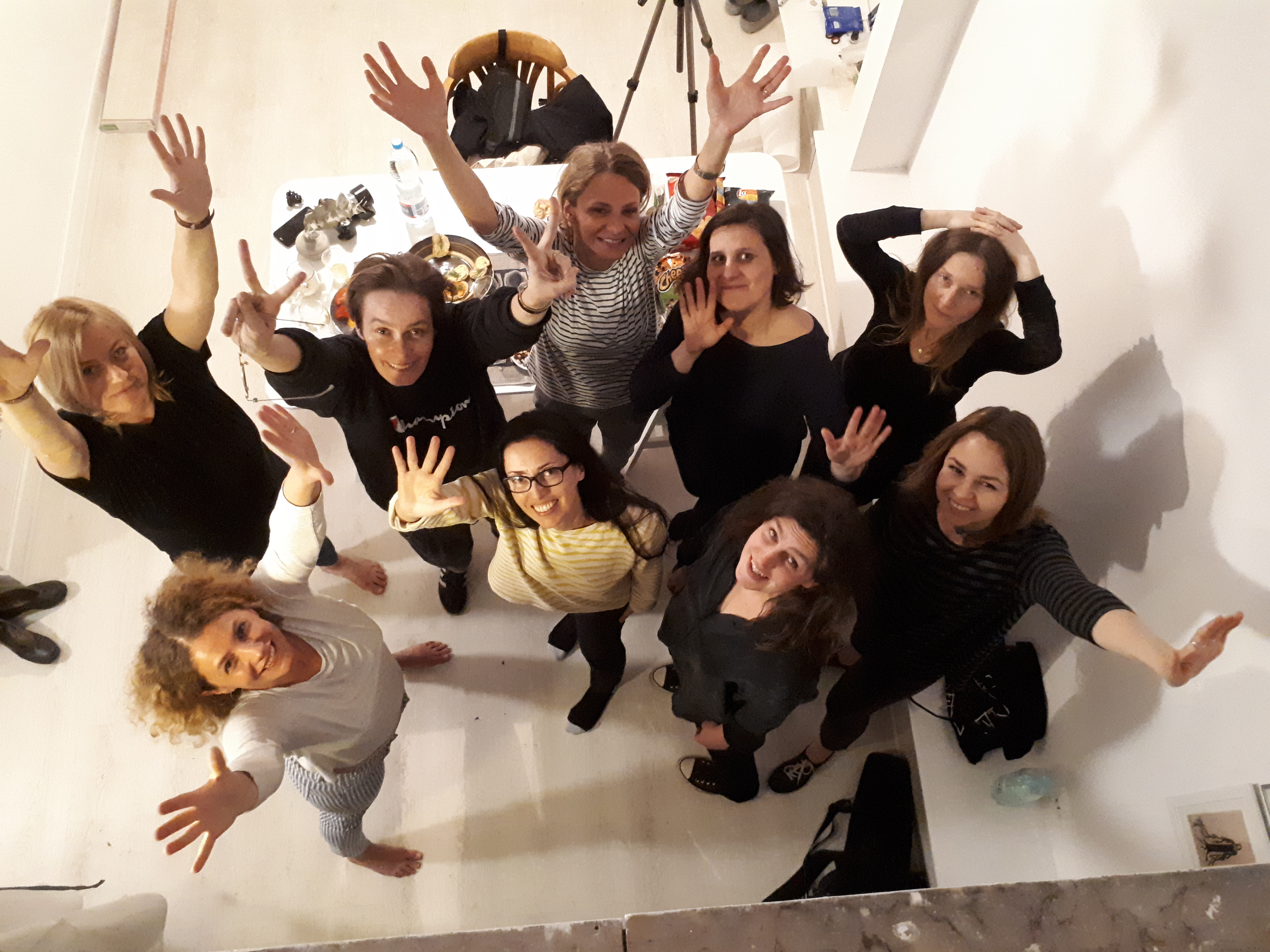
Grupa 13 (część grupy)

Grupa 13 – grupa artystyczna powstała w 1999 roku i składa się z kobiet graficzek i fotografek. Założeniem ogólnym istnienia artystycznej Grupy 13 jest chęć i potrzeba wspólnych wystaw, dyskusji oraz spotkań.
W skład grupy wchodzą artystki (w większości absolwentki Akademii Sztuk Pięknych w Krakowie): Joanna Adamusiak, Agnieszka Berezowska, Marta Bożyk, Agnieszka Dobosz, Julia Jarża, Elżbieta Kwasek, Małgorzata Malwina Niespodziewana, Katarzyna Niżegorodcew, Anna Sadowska, Weronika Szmuc, Joanna Wysocka-Panasiewicz
Grupa 13 często obiera tytuły swoich wystaw poprzez skróty myślowe (wystawa Mężczyzna, Kobieta, Seks), które nie sposób zinterpretować jednowymiarowo. Nie jest to możliwe choćby z tego powodu, że Grupę tworzy jedenaście różnych indywidualności artystycznych. Ta różnorodność wypowiedzi składa się jednak na dotyczący każdego człowieka wspólny mianownik jakim jest zwykłe życie, a w nim, odwieczni bohaterowie z wciąż powracającymi dylematami.
Artystki, które w przeszłości współpracowały z Grupą 13: Justyna Mielnikiewicz, Anita Andrzejewska, Izabella Sieverding, Aleksandra Miksztal, Agata Siwek

## Wystawy
- 2024 - 8 sekund, RG 29, Kraków (Cracow Art Week)[1]
- 2023 - In Face of / Wobec, Artzona, Kraków
- 2022 - The Day After / Dzień po..., Jan Fejkiel Gallery, Kraków[2]
- 2020 - Śmieci/śmierć, Galeria Biała, Tytano, Kraków[3]
- 2019 - Panny Panka, Jan Fejkiel Gallery, Kraków[4]
- 2017-2019 Indywidualne wystawy wszystkich artystek z Grupy 13 nawiązujących do twórczości Marii Jaremy, Galeria 2 Okna, Pokój Marii Jaremy, Kraków
- 2017 - Mural: Urodziny Jaremianki, wykonanie: Grupa 13, projekt Julia Jarża
- 2014 - Wyjdź za mnie!, Fundacja ART&Space Galeria AS, Kraków[5]
- 2013 - Wielki Błękit, LuLu Living, Kraków
- 2010 - Medium, Galeria Oko dla Sztuki 2, Krakowska Akademia im. Andrzeja Frycza Modrzewskiego, Kraków
- 2009 - Seks, Jan Fejkiel Gallery[6], Kraków (katalog)
- 2005 - Kobieta, Apollon Stiftung, Bremen, Niemcy
- 2005 - Kobieta, BWA, Rzeszów (katalog)[7]
- 2005 - Grafika i fotografia, Galeria Camelot, Kraków
- 2003 - Mężczyzna, Instytut Polski w Budapeszcie, Węgry
- 2002 - Mężczyzna, w ramach Festiwalu Novart, Jan Fejkiel Gallery[8], Kraków (druk)
- 2001 - Grafika i fotografia, Galeria K. Napiórkowskiej, Warszawa (katalog)
- 2000 - Przestrzeń W, grafika, fotografia, Galeria Pryzmat, Kraków (katalog)

## Residences Grupy 13
- Frans Masereel Centrum, 2022[9]
- Frans Masereel Centrum, 2021[10][11]